# Aaron Hildebrand
Aaron Hildebrand (* 20. Oktober 1980 in Berlin) ist ein deutscher Schauspieler.

## Leben
Seine ersten schauspielerischen Erfahrungen machte Hildebrand an der Volksbühne am Rosa-Luxemburg-Platz. Er begann seine Filmkarriere mit der Teilnahme an zwei Kinofilmen im Jahre 2000. Im folgenden Jahr übernahm er eine kleine Rolle in der Fernsehserie Die Pfefferkörner. Mit Stubbe – Von Fall zu Fall und Der Dicke war Hildebrand erstmals auch in Krimiserien zu sehen. 2008 erhielt er eine Rolle im Kinofilm Lulu & Jimi von Oskar Roehler, der von einer verzweifelten Liebe der gleichnamigen Protagonisten zueinander handelt.
Hildebrand wohnt in Berlin.

## Filmografie (Auswahl)
- 1999: Küstenwache (Fernsehserie; Episode Im Rausch der Freiheit)
- 1999: Solo für Klarinette
- 2000: Schule
- 2000: Der Ausbruch
- 2001: Die Pfefferkörner (Fernsehserie; Episode Hooligans)
- 2001: Wie Feuer und Flamme
- 2002: Führer Ex
- 2002: Weg!
- 2003: Blind
- 2003: Ein starkes Team – Blutsbande (Fernsehreihe)
- 2003: SOKO Leipzig (Fernsehserie; Episode Tödliche Falle)
- 2003: Stubbe – Von Fall zu Fall (Fernsehserie; Episode Auf Liebe und Tod)
- 2003: Experiment Bootcamp
- 2004: Blutstau
- 2005: Alarm für Cobra 11 – Die Autobahnpolizei (Fernsehserie; Episode Brennpunkt Autobahn)
- 2005: Der Dicke (Fernsehserie; Episoden Kleine Fische und Der Preis der Ehre)
- 2005: Im Namen des Gesetzes (Fernsehserie; Episode Hotline)
- 2005: Das Trio
- 2006: An die Grenze
- 2006: Arme Millionäre (Fernsehserie; Episode Geld regiert die Welt)
- 2006: Die Sturmflut (Fernsehfilm)
- 2006: Die Wache (Fernsehserie; Episode Der Blender)
- 2006: Großstadtrevier (Fernsehserie; Episode Eine Sache des Vertrauens)
- 2006: Nichts ist vergessen
- 2006: Polizeiruf 110 – Schneewittchen
- 2006: SOKO Leipzig (Fernsehserie; Episode Vollgas)
- 2006: SOKO Wismar (Fernsehserie; Episode Halbe Volte)
- 2007: Großstadtrevier (Fernsehserie; Episode Neben der Spur)
- 2007: GSG 9 – Ihr Einsatz ist ihr Leben (Fernsehserie; Episode Abgewiesen)
- 2007: Mein Mörder kommt zurück
- 2007:  Polizeiruf 110 – Farbwechsel
- 2007: R. I. S. – Die Sprache der Toten (Fernsehserie; Episode Die Reiter der Apokalypse)
- 2008: Alarm für Cobra 11 – Die Autobahnpolizei (Fernsehserie; Episode Genies unter sich)
- 2008: Berlin am Meer
- 2008: Das Wunder von Berlin
- 2008: Der Baader Meinhof Komplex
- 2008: Doctor’s Diary – Männer sind die beste Medizin (Fernsehserie; Episode Frauen auf dem Ärzteball)
- 2008: Werther (Fernsehfilm)
- 2009: Küstenwache (Fernsehserie; Episode Nehmt Abschied, Brüder)
- 2009: Lulu & Jimi
- 2009: Tatort – Schweinegeld (Fernsehreihe)
- 2010: Liebe ist nur ein Wort (Fernsehfilm)
- 2015: Er ist wieder da
- 2015: Flüchtlingsdrama im Mumienviertel